# Hydroglyphus strigicollis
Hydroglyphus strigicollis är en skalbaggsart som först beskrevs av Leon Fairmaire 1880.  Hydroglyphus strigicollis ingår i släktet Hydroglyphus och familjen dykare. Inga underarter finns listade i Catalogue of Life.